# Hocksjön, Härjedalen
Hocksjön är en sjö i Härjedalens kommun i Härjedalen och ingår i Ljusnans huvudavrinningsområde. Sjön har en area på 0,382 kvadratkilometer och ligger 511,1 meter över havet.

## Delavrinningsområde
Hocksjön ingår i det delavrinningsområde (687776-140680) som SMHI kallar för Utloppet av Hocksjön. Medelhöjden är 576 meter över havet och ytan är 3,05 kvadratkilometer. Det finns inga avrinningsområden uppströms utan avrinningsområdet är högsta punkten. Vattendraget som avvattnar avrinningsområdet har biflödesordning 4, vilket innebär att vattnet flödar genom totalt 4 vattendrag innan det når havet efter 276 kilometer. Avrinningsområdet består mestadels av skog (73 procent) och sankmarker (14 procent). Avrinningsområdet har 0,38 kvadratkilometer vattenytor vilket ger det en sjöprocent på 12,4 procent.